# Porthmadog
Porthmadog (wymowaⓘ) – miasto w północno-zachodniej Walii (Wielka Brytania), w hrabstwie Gwynedd, historycznie w Caernarfonshire, położone nad estuarium rzeki Glaslyn, nieopodal Parku Narodowego Snowdonia. W 2001 roku miasto liczyło 3008 mieszkańców. 
Miasto powstało na początku XIX wieku jako port eksportujący łupki. Handel nimi, podobnie jak przemysł stoczniowy w Porthmadog zanikł w latach 80. XIX wieku. Obecnie istotną rolę w lokalnej gospodarce odgrywa turystyka. 
W mieście znajduje się krańcowa stacja zabytkowej kolei wąskotorowej Ffestiniog Railway.